# Antonio Nuić
Antonio Nuić (Sarajevo, 1977.) je bosanskohercegovački i hrvatski redatelj.
Nuić je završio Akademiju dramskih umjetnosti u Zagrebu. Režirao je glazbene spotove za koje je bio nominiran za nacionalne nagrade i radio kao redatelj talk showa na televiziji te režirao sinkronizacije animiranih filmova.

## Filmografija
- "Na mjestu događaja" (kratki igrani), 12 min., 1998., nagrada publike, nagrada žirija za najbolji scenarij i najbolji film – FRKA – festival studenata;
- "Vratite im Dinamo" (TV drama), 28 min., 1999., nagrada publike – FRKA – festival studenata;
- "Sex, piće i krvoproliće" (omnibus) (u suradnji s Boris T. Matić i Zvonimir Jurić), napisao i režirao 3. priču, 23 min., 2004. (festivali u Puli, Motovunu, Beogradu, Skopju, Sofiji i Pechu);
- "Sve džaba" (igrani film), 96 min., 2006.
- "Kenjac" (igrani film), 90 min., 2009.
- "Kao na televiziji" (kratki igrani film), 19 min., 2011.
- "Mali" (igrani film), 88 min., 2018.
- "Kokice" (emisija o filmovima), gost emisije, 2019.

## Sinkronizacija
- "Ninja kornjače" (animirani film), 87 min., 2007.
- "Juhu-hu" (animirani film), 111 min., 2007.

## Nagrade
- Festival igranog filma u Puli 2006.
  - Velika Zlatna Arena za najbolji film,
  - Zlatna Arena za najboljeg redatelja,
  - Zlatna Arena za najbolji scenarij,
  - Zlatna Arena za najbolju sporednu žensku ulogu;
- Sarajevo Film Festival 2006.
  - Srce Sarajeva za najbolju mušku ulogu.
- Festival Novog Autorskog Filma 2006.
  - Specijalna nagrada žirija.

## Vanjske poveznice
- Antonio Nuić u internetskoj bazi filmova IMDb-u (engl.)
- Profil na www.film.hr  Arhivirana inačica izvorne stranice od 10. lipnja 2007. (Wayback Machine)